# Gran Premi de l'Índia de motociclisme
El Gran Premi de l'Índia de motociclisme és un esdeveniment esportiu que es disputa des del 2023 al Buddh International Circuit, prop de Delhi, dins del calendari del Campionat del món de motociclisme.
Després de la cancel·lació de l'edició de 2024 per problemes organitzatius, Dorna Sports va signar un nou contracte de tres anys amb el govern d'Uttar Pradesh que en preveia la represa i la celebració anual fins al 2027. Tanmateix, el retorn del Gran Premi es va ajornar encara fins al 2026 a causa de les dificultats per a trobar un promotor i els terminis de les obres d'actualització del circuit.
A 25 d'abril de 2025

## Noms oficials i patrocinadors
- 2023: IndianOil Grand Prix of India[7]

## Guanyadors per any
| Any  | Circuit | Moto3       | Moto3 | Moto2        | Moto2 | MotoGP          | MotoGP | Detalls |
| Any  | Circuit | Pilot       | Moto  | Pilot        | Moto  | Pilot           | Moto   | Detalls |
| ---- | ------- | ----------- | ----- | ------------ | ----- | --------------- | ------ | ------- |
| 2023 | Buddh   | Jaume Masià | Honda | Pedro Acosta | Kalex | Marco Bezzecchi | Ducati | Detalls |